# Улу (село)
Улу (рос. Улу) — село Алданського улусу, Республіки Саха Росії. Входить до складу Міського поселення Алдан.
Населення — 139 осіб (2015 рік).
Село засноване 1953 року.

## Галерея

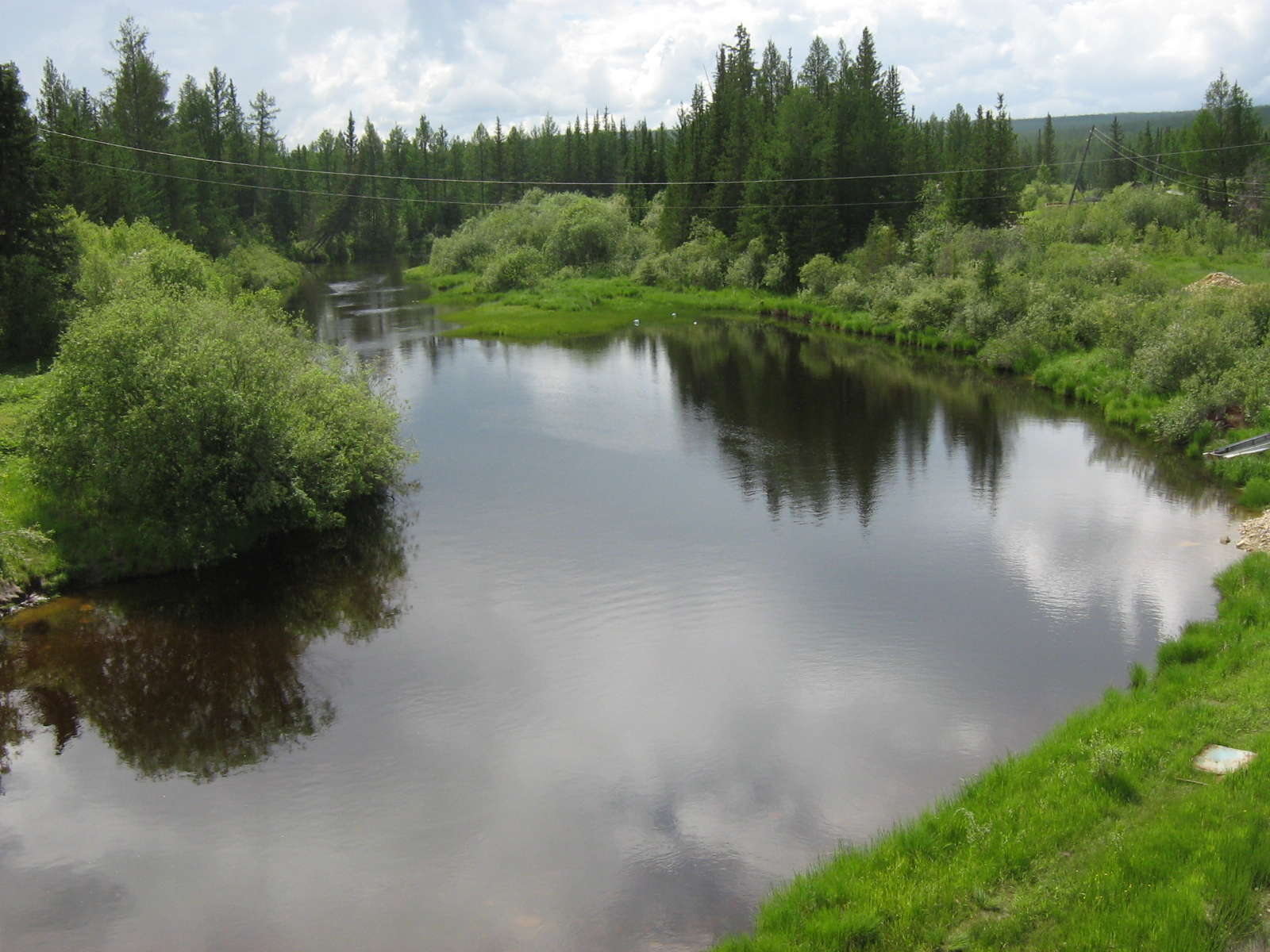
Річка Улу
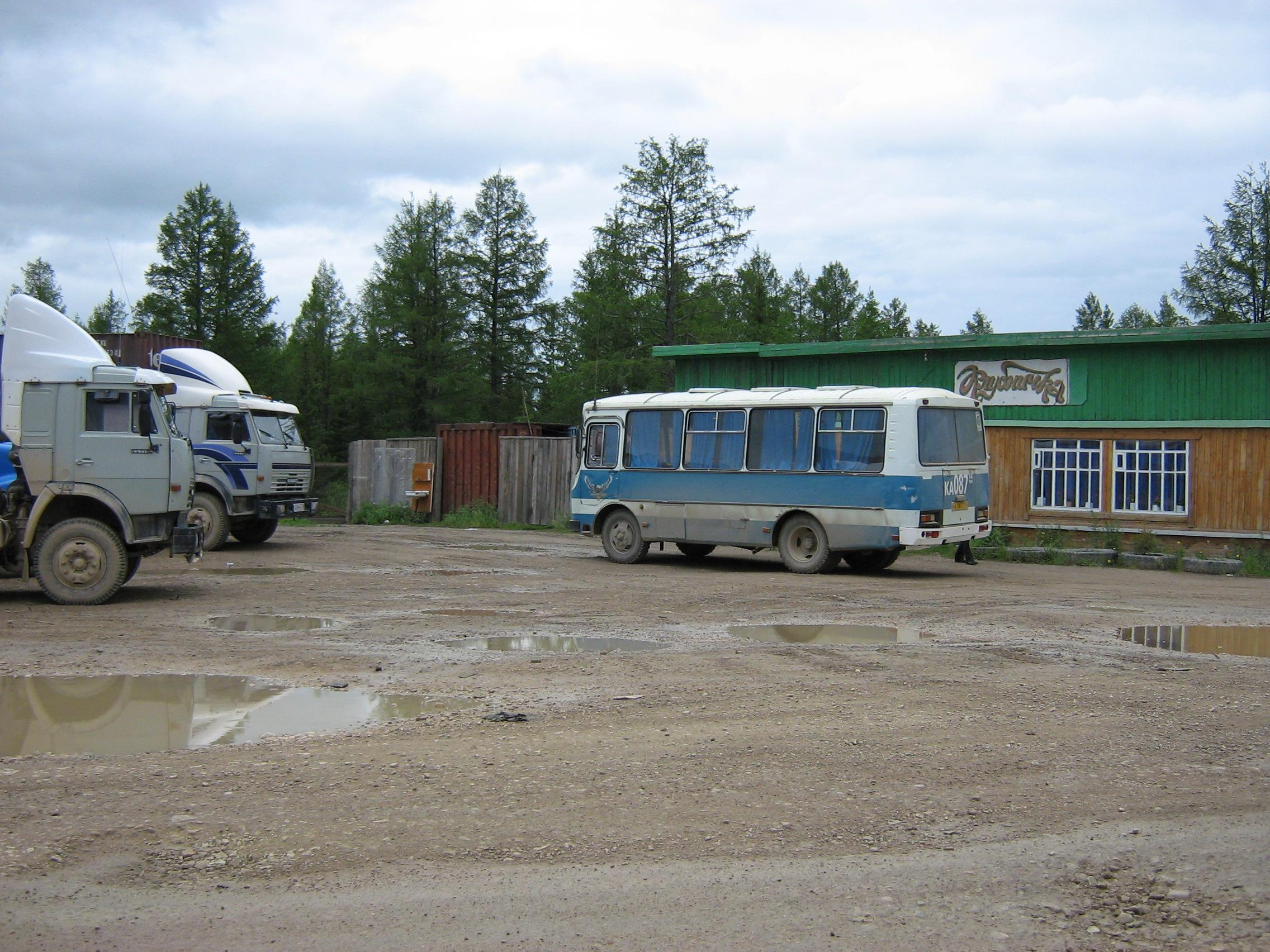
Кафе «Клубничка»
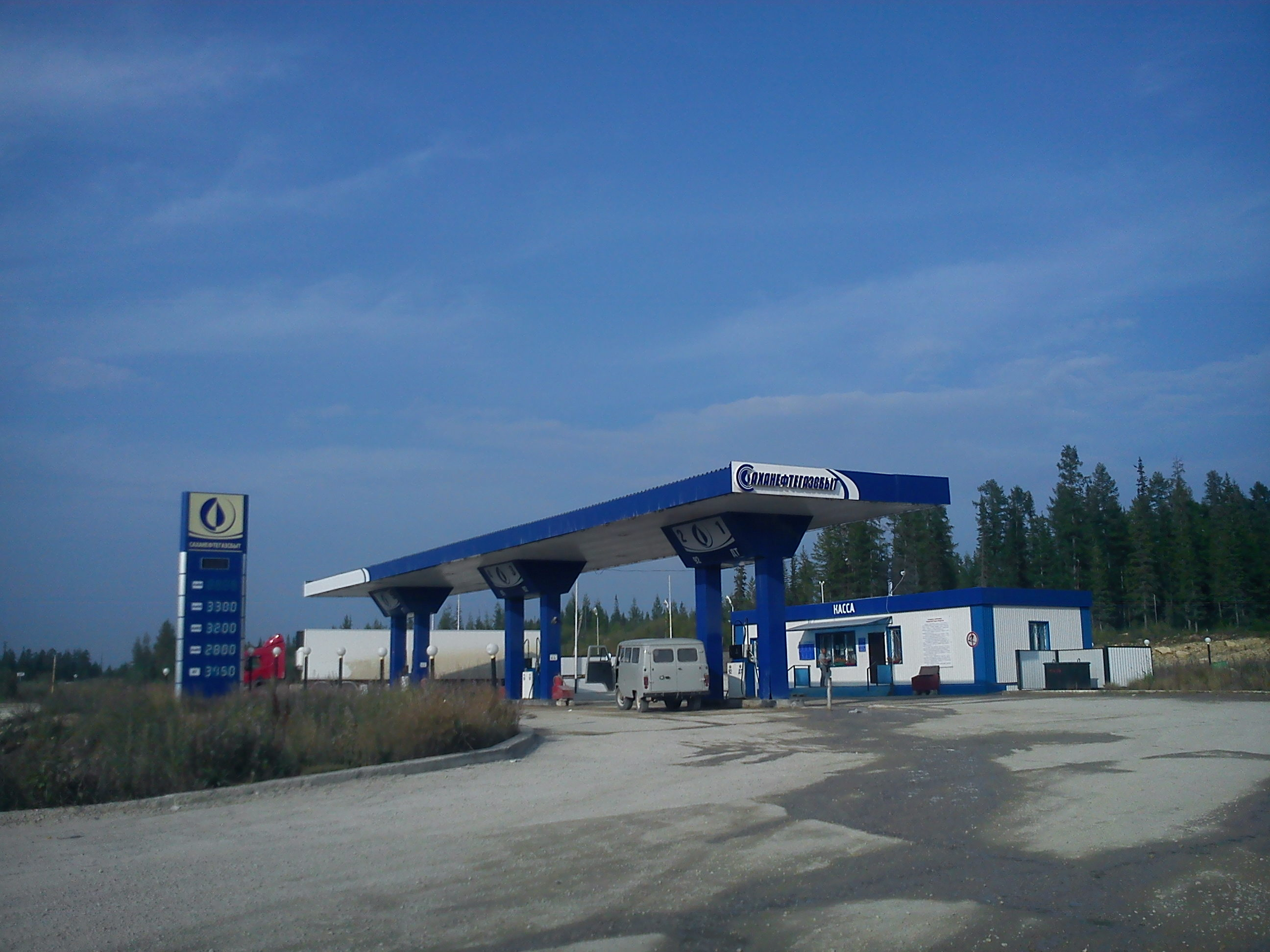
АЗС